# Одиннадцать друзей Оушена (фильм Джея Роуча)
«Одиннадцать друзей Оушена» (англ. Ocean's Eleven) — будущий художественный фильм режиссёра Джея Роуча. Ремейк одноимённого фильма 1960 года. Главные роли исполнят Райан Гослинг и Марго Робби.

## Сюжет
Подробности сюжета держатся в тайне, но известно, что действие будущего фильма развернётся в Монте-Карло во время Гран-при Монако 1962 года. В декабре 2023 года стало известно, что героями фильма станут родители Дэнни Оушена.

## В ролях
- Райан Гослинг
- Марго Робби

## Производство
В мае 2022 года стало известно, что в разработке находится приквел фильма, действие которого происходит в Европе 60-х годов. По сообщениям, сюжет может быть связан с оригинальным фильмом 1960 года. Проект не будет перезагрузкой, но будет развиваться в рамках уже существующей франшизы «Трилогии Оушена». Марго Робби исполнит главную роль и выступит продюсером проекта, а Джей Роуч станет режиссёром. Сценарий напишет Кэрри Соломон. Том Акерли и Роуч также выступят в качестве продюсеров. Проект будет совместным производством компаний Warner Bros. Pictures, LuckyChap Entertainment и Village Roadshow. Съёмки предварительно запланированы на весну 2023 года. В августе 2022 года Райан Гослинг начал переговоры об участии в фильме вместе с Робби. Съёмки планируется начать 6 марта 2023 года, но позднее стало известно, что съёмки начнутся в конце июня во Франции.